# 洛兰特·久洛
洛兰特·久洛（匈牙利語：Lóránt Gyula，匈牙利語發音：[ˈloːraːnt ˈɟulɒ]，1923年2月6日—1981年5月31日），原名利波维奇·久洛（Lipovics Gyula），克罗地亚裔匈牙利足球运动员及足球教练，司职中卫。曾先后效力于阿拉德纺织厂、沃绍什、布达佩斯捍卫者等俱乐部，并多次入选匈牙利国家足球队，是1950年代被称为“黄金一代”的传奇匈牙利国家队中的杰出代表，而当时队内的著名成员还包括有普斯卡什·费伦茨、齐博尔·佐尔坦、博日克·约瑟夫和希代格库蒂·南多尔等。退役后，洛兰特成为教练，其中最显赫的履历包括曾执教布达佩斯捍卫者、拜仁慕尼黑和PAOK，并率领后者率队夺得了1976年的希腊冠军头衔。至1981年5月21日，洛兰特在指挥PAOK迎战奥林匹亚科斯的比赛期间突发心肌梗死而离世，享年58岁。

## 生平

### 球员生涯
作为一名警察的儿子，洛兰特曾在第二次世界大战期间作为亲德的志愿者参战，至16岁时才开始在其出生地的俱乐部克塞格（Kőszegi SE）踢球，并于两年后的1942-43赛季，获匈甲联赛升班马松博特海伊进步所签入。在1943-44赛季，他转会至奥拉迪亚竞技，并随队于季末夺得匈甲冠军。经过在国家钢铁体育俱乐部一年的效力后，洛兰特于1945年重返奥拉迪亚，此时俱乐部已更名为奥拉迪亚自由。1946-47赛季，洛兰特又来到罗马尼亚的阿拉德，代表阿拉德纺织厂出战。
从1947年至1950年，洛兰特都为沃绍什效力。在此期间，他与队友库巴拉·拉什罗一同成为球队的核心。但在1949年1月，当匈牙利成为社会主义国家时，库巴拉搭乘卡车逃离该国，并召集逃离东欧的匈牙利同胞组建了自己的匈牙利队，开展友谊比赛。洛兰特也试图追随库巴拉出逃，却被抓获并送入了拘留营。在时任匈牙利国家足球队主教练塞贝斯·古斯塔夫的干预下，洛兰特被释放出狱，因为古斯塔夫认为他对自己的计划非常重要。从1951年至1956年，洛兰特活跃于布达佩斯捍卫者，之后又有一个赛季代表瓦茨钢铁作赛。其中在效力捍卫者队期间，他与普斯卡什·费伦茨和博日克·约瑟夫等球星均为队友。
洛兰特于1949年10月19日客场对阵奥地利的比赛中首次代表匈牙利国家足球队上阵。塞贝斯亲自向时任内政部长的卡达尔·亚诺什承诺，担保洛兰特在维也纳期间不会潜逃。得到卡达尔的应允后，洛兰特以出色的表现作为回应，帮助球队以4比3取胜。作为传奇的“黄金一代”成员，他还帮助匈牙利于1952年摘得奥运会金牌、于1953年加冕中欧冠军、两度击败英格兰并闯入1954年世界杯决赛。

### 教练生涯
洛兰特执教生涯的首站是布达佩斯捍卫者，任期从1962年8月至1963年4月；然后从1963年7月至12月间执教德布雷辛尼铁路。同年年末，他离开匈牙利移居德国，并自1964年从雷德特开始，先后担任了凯泽斯劳滕（两次）、杜伊斯堡、柏林塔斯马尼亚、科隆、奥芬巴赫踢球者和弗赖堡FC等德国俱乐部的主教练直至1974年。
1975年，洛兰特来到希腊，出任希腊足球甲级联赛球队PAOK的主教练，并率队于1976年夺得冠军。然后他返回德国，并于同年在德甲俱乐部和睦法兰克福任职。他甚至是早在汉堡的恩斯特·哈佩尔之前，首位在德国提出区域防守体系的主教练。他在法兰克福以及后来拜仁慕尼黑的比赛中都使用这套体系。区域防守最初在德国并未得到贯彻，如今则已成为世界足坛的一项标准。
1977年12月，和睦法兰克福与拜仁慕尼黑达成一项主教练交换协议：洛兰特替换德特马·克拉默执教拜仁慕尼黑，克拉默则执教法兰克福。然而，随着拜仁于1977-78赛季仅以第十二名完赛（迄今拜仁在德甲的最低排名），洛兰特于1978年12月黯然下课，并由其助手策纳伊·帕尔接替。洛兰特执教的最后一家德国俱乐部是1979年的沙尔克04。
1980年，洛兰特重返PAOK。翌年5月31日，当他在教练席上指挥对阵奥林匹亚科斯的比赛期间突发心肌梗死去世。在比赛的第16分钟，PAOK的吉奥戈斯·科达斯接应传中近距离将球射偏后，他心脏病发作。他试过当场被急救，然后转移至队医的房间，但在救护车到达之前死亡。PAOK的球员在中场休息时得知主教练已经被送往医院，但其死讯直至全场比赛结束后才公布。PAOK最终凭借替补瓦希里斯·瓦希拉克斯的入球而以1比0赢得比赛，他于洛伦特倒下时正坐在旁边的替补席上。尸检显示，洛兰特此前至少有过两次以上心肌梗塞，其中第二次发生在他死前一周。

## 身后
洛兰特葬于德国恩丁根，但在其遗孀的要求下，他的骨灰于2011年被送回匈牙利，并重新埋葬在他的出生地克塞格。

## 成就

### 球员
- 奥运会金牌：1952年（英语：Football at the 1952 Summer Olympics）
- 中欧国家杯（英语：Central European International Cup）冠军：1953年（英语：1948–53 Central European International Cup）
- 世界杯亚军：1954年
- 匈牙利足球甲级联赛冠军：1944年、1952年、1954年、1955年
- 罗马尼亚足球甲级联赛冠军：1947年

### 教练
- 希腊足球甲级联赛冠军：1976年（英语：1975–76 Alpha Ethniki）